# 9161 Beaufort
A 9161 Beaufort (ideiglenes jelöléssel 1987 BZ1) a Naprendszer kisbolygóövében található aszteroida. Eric Walter Elst fedezte fel 1987. január 26-án.